# Jonathan Safran Foer

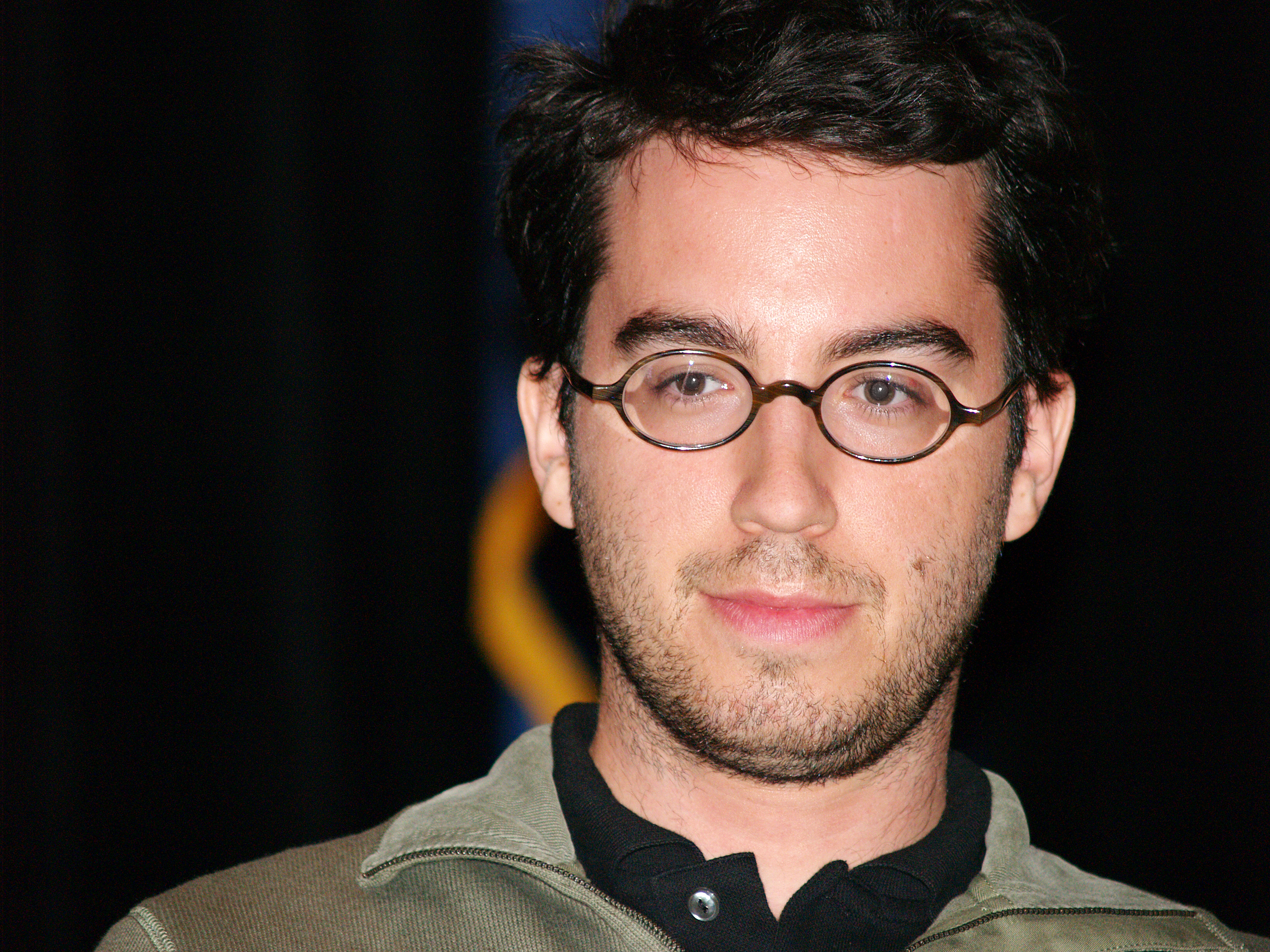
Jonathan Safran Foer (2007)

Jonathan Safran Foer [ˈdʒɒnəθən ˈsæfɹən ˈfɔːɹ] (n. 21 februarie 1977, Washington, D.C.) este un scriitor american. Primul său roman, Totul e iluminat (Everything Is Illuminated) a apărut în 2002.

## Viața privată
Foer provine dintr-o familie evreiască, care a supraviețuit Holocaustului. A studiat filozofia și literatura la Universitatea Princeton.
În iunie 2004, s-a căsătorit cu scriitoarea Nicole Krauss. Ambii locuiesc în Brooklyn, New York, dar separat, și au doi copii.

### Romane
- Everything is Illuminated, 2002
- Extremely Loud and Incredibly Close (Extrem de tare și incredibil de aproape)
- Tree of Codes, Visual Editions, London 2010, ISBN 978-0-9565692-1-9.
- Here I Am, Farrar, Straus and Giroux, New York 2016, ISBN 978-0-3742800-2-4

### Non-ficțiune
- Eating animals, 2009

## Traduceri în limba română
- Extrem de tare & incredibil de aproape, Humanitas, 2005, ISBN 978-973-689-490-9
- Totul este iluminat, Humaniatas, 2010, traducere de Fraga Cusin, ISBN 978-973-689-351-3
- Iată-mă, Humanitas, 2016, Traducere din engleză și note de Andra Matzal și Cosmin Postolache, ISBN 978-606-779-221-8

## Premii
În 2004 Foer a fost premiat, alături de alți doi autori, cu Robert W. Bingham Prize.

## Ecranizări
Primul său roman Totul e iluminat a fost filmat în 2005 de Liev Schreiber, cu Elijah Wood în rolul principal.
Al doilea roman al său, Extrem de tare și incredibil de aproape a fost filmat în 2011, cu Tom Hanks, Thomas Horn și Sandra Bullock în rolurile principale.

## Legături externe
- de Jonathan Safran Foer în Catalogul Bibliotecii Naționale a Germaniei (Informații despre Jonathan Safran Foer • PICA • Căutare pe site-ul Apper)
- Jonathan Safran Foer la Internet Movie Database
- en Jonathan Safran Foer la NNDB
- de Jonathan Safran Foer în Perlentaucher
- Website zu dem Erstling „Alles ist erleuchtet“, mit vielen versteckten Räumen, Rätseln etc. Arhivat în 2 aprilie 2010, la Wayback Machine. (în engleză)